# Подрига, Оксана Юрьевна
Окса́на Ю́рьевна Подри́га (род. 2 октября 1963, Москва, РСФСР, СССР) — российская журналистка, теле- радиоведущая. Бывшая телеведущая программы «События» на телеканале «ТВ Центр».

## Биография
Оксана Юрьевна Подрига родилась 2 октября 1963 года в Москве.
С 1985 года внештатно сотрудничает с отделом вещания на Югославию Иновещания Гостелерадио СССР.
В 1986 году окончила факультет журналистики МГУ им. М. В. Ломоносова.
С 1986 по 1989 год — редактор отдела иновещания на Югославию Гостелерадио СССР.
С 1989 по 1990 год — редактор Государственного комитета СССР по печати, одновременно — нештатный сотрудник радиостанции «Юность», ведущая программы «Молодежный канал. Вечерний курьер».
С сентября 1990 по октябрь 1994 года — ведущая программ радиостанции «Радио РОКС».
С июня 1991 по февраль 1993 года была в долгосрочной командировке в Норвегии.
С октября 1994 по январь 1995 года работала музыкальным директором и ведущей программ радиостанции «СВХ плюс» в Риге.
С 1995 по 1997 год была ведущей новостей на телеканале «2х2».
С июня 1997 по ноябрь 2012 года — ведущая вечерних новостей, а позже ведущая программы «События. Время московское» (ныне «События») на канале «ТВ Центр». Была одна из первых ведущих. Также работала корреспондентом в программе «В центре событий с Анной Прохоровой».
В 2007-2008 годах - ведущая программы "События. Московская неделя" (иногда заменяла Николая Петрова).
С декабря 2012 года работает ведущей программы «Действующие лица» на радио «Культура».

## Личная жизнь
Замужем.